# Château de Mazelières
Le château de Mazelières est un château situé sur la commune d'Espiens, dans le département français de Lot-et-Garonne.

## Historique
En 1556, la seigneurie d'Albret est érigée en duché d'Albret. Espiens se trouve alors placé dans la sénéchaussée de Nérac.
Sous le règne de Jeanne d’Albret (1528 – 1572), les seigneurs de Mazelières, maison d'ancienne chevalerie de Bretagne, s'établissent en pays d'Albret.
Sous les règnes  d'Henri IV (1589 - 1610) et de Louis XIII (1610 - 1643), les Mazelières s’illustrent à des postes prestigieux. En 1606, Gassiot de Mazelières est nommé Ministre du Roi de Navarre. En 1611, le Capitaine Bertrand de Mazelières est nommé colonel. C’est également cette année-là que naît le célèbre Charles de Batz de Castelmore, plus connu sous le nom de d'Artagnan. Quelques années plus tard, en 1622, Louis XIII crée la Compagnie des Mousquetaires. 
Sous le règne de Louis XIV (1643 - 1715) : c’est en 1675 que Paul de Mazelières, gouverneur d'Albret, devient propriétaire du fief d’Espiens et fait construire le château, inspiré de la forme des Tuileries, après approbation et ratification par lettre de Louis XIV.

Par la suite, le château est la propriété de la famille de Mazelières jusqu'à la Révolution française, le château est acheté en 1837 par la famille Jauge à laquelle vont succéder au XXe siècle différents propriétaires. Il est racheté en 1991 par un anglais, David Gordon Dean, qui entreprend une restauration du bâtiment en redonnant aux pièces du rez-de-chaussée leur volume d'origine. En 2010, le château est racheté par Christophe Bézu , qui s’attelle à lui redonner la convivialité qui lui revient en y créant un espace de réception et des chambres d'hôtes tout en développant l'activité viticole.

## Vignoble
Devant le château, 6,5 hectares de vignes sont travaillées pour donner un des plus beaux crus de l'appellation Buzet, fruit d’un subtil assemblage merlot, cabernet sauvignon et cabernet franc.